# Nøglehullet (film)
Nøglehullet er en dansk erotisk film (softcore pornofilm) fra 1974 instrueret af Paul Gerber, der også skrev filmens manuskript. Filmen er en dansk-svensk co-produktion mellem Centrum Filmproduktion, Saga Studio og A & S Production. 
Filmen havde dansk biografpremiere den 11.10.1974 i Mercur og fik svensk premiere den 7. april 1975. Filmen fik flere repremierer i Saga og i Nygade i begyndelsen af 1980'erne.
Filmens musik blev komponeret af Nils Henriksen.

## Handling
Sex-lystspil om en ung fotograf der af en filmproducent får til opgave at skrive et filmmanuskript om almindelige menneskers seksualliv. Fotografen og producentens datter udspionerer derefter producenten under erotiske eskapader. Manuskriptet der bliver til på dette grundlag forkaster producenten som urealistisk.